# مارمولک پنج‌انگشتی
مارمولک پنج‌انگشتی (نام علمی: Bipes biporus) نام یک گونه از زیرراسته کرمی‌مارمولکان است.